# Helix nucula
Helix nucula is een slakkensoort uit de familie van de Helicidae. De wetenschappelijke naam van de soort is voor het eerst geldig gepubliceerd in 1859 door L. Pfeiffer.